# Ilene Woods
Jacqueline Ruth Woods (Portsmouth (New Hampshire), 5 mei 1929 – Los Angeles, 1 juli 2010) was een Amerikaans zangeres, actrice en Disney-legende, die stem gaf aan Assepoester in de gelijknamige film. Zij was gehuwd met de Amerikaanse filmcomponist George Bruns.

## Discografie
- "It's Late", Jubilee Records JGM 1046, lp, mono